# Cyclocoridae
Cyclocoridae là một họ rắn, bao gồm các loài rắn đặc hữu Philippines. Ban đầu nó được phân loại như một phân họ (Cyclocorinae) vào năm 2017 để chứa 4 chi rắn kì dị, đặc hữu với 7 loài đã biết và một dòng dõi chưa được mô tả, với quan hệ họ hàng gần gũi với nhau hơn là các thành viên của họ Atractaspididae hoặc với các phân họ cũ khác của họ Lamprophiidae. Một chi thứ năm, Levitonius, được mô tả vào năm 2020.
Trước đây đặt trong họ Colubridae, nhưng nghiên cứu năm 2017 của Weinell & Brown tìm thấy độ hỗ trợ mạnh cho tính đơn ngành của Cyclocorinae trong phạm vi Lamprophiidae, nhưng vị trí tương đối của nó so với các phân họ khác của Lamprophiidae vẫn chưa được dung giải. Cyclocorinae được cho là nhóm chị em với Atractaspidinae. Mặc cho độ hỗ trợ cao cho mối quan hệ họ hàng gần từ phân tích DNA, nhưng vẫn không có đặc trưng hình thái rõ ràng để hợp nhất 4 chi này. Vào năm 2019, chúng đã được phân loại lại thành một họ riêng biệt Cyclocoridae, cùng với nhiều thành viên cũ của Lamprophiidae, vì Lamprophiidae được phát hiện là giống phản vệ đối với Elapidae.
Các loài của Cyclocoridae có thể đã bắt đầu đa dạng vào khoảng 35 triệu năm trước (29–41 Ma). Do rắn thuộc phân họ này không có trên đảo Palawan, nên phương thức phát tán của chúng từ châu Á đại lục tới quần đảo Philippine phải khác biệt với những gì là của phần lớn quần thể bò sát và lưỡng cư Philippine, được người ta cho là bằng bè mảng trên "chiếc thuyền lớn" Palawan.
Các loài trong họ này nằm trong số rắn với thông tin đã biết là nghèo nàn nhất trên thế giới. Có rất ít dữ liệu về sự phân bố địa lý, sinh thái, tập tính hay tình trạng bảo tồn.

## Phân loại
Họ này chứa 5 chi với 8 loài, trong đó 2 chi đơn loài và 3 chi mỗi chi có 2 loài, cùng một dòng chưa đặt tên:
- Cyclocorus
  - Cyclocorus lineatus
  - Cyclocorus nuchalis
- Levitonius[2]
  - Levitonius mirus
- Hologerrhum
  - Hologerrhum philippinum
  - Hologerrhum dermali
- Myersophis
  - Myersophis alpestris
- Oxyrhabdium
  - Oxyrhabdium leporinum
  - Oxyrhabdium modestum
- "Dòng dõi Leyte-Samar chưa có tên": Chỉ có mẫu trong bảo tàng số hiệu KU 337269, được sưu tập trên đảo Samar và hiện nay đang chờ mô tả chính thức.[1]